# Aya Kanno
Aya Kanno (菅野 文 Kanno Aya?, Tokio, 30 de enero de 1980) es una mangaka japonesa. Trabajó como asistente para Masashi Asaki en Psychometrer Eiji debutó como profesional en la revista Hana to Yume en 2001 con el manga Soul Rescue, una historia de acción y fantasía. Desde entonces ha publicado manga en las antologías de manga shojo de Hakusensha: Hana to Yume, Hata to Yume Plus y Bessatsu Hana To Yume. Es conocida por Otomen, una comedia romántica que fue adaptada a una serie de acción real en 2009. Su serie de fantasía histórica inspirada en Ricardo III de William Shakespeare, Réquiem por el rey de la rosa, fue adaptado al anime por J.C.Staff en 2022.

## Obras

### Series
- Soul Rescue (ソウルレスキュー?) (2001–2002)[6]
- Kokoro ni Hana wo!! (ココロに花を!!) (2003–2004)
- Hokuso Shinsegumi (北走新選組) (2003–2004)
- Kotetsu no Hana (凍鉄の花) (2003–2005)
- Blank Slate (悪性 －アクサガ－?) (2005–2006)
- Otomen (オトメン?) (2006–2012),[7] licenciado en España por Planeta DeAgostini[8]
- Makoto no Kuni (誠のくに Makoto no Kuni?) (2013)[9][10]
- Réquiem por el rey de la rosa (薔薇王の葬列 Bara-Ō no Sōretsu?) (2013–2022),[11][12] licenciado en España por Tomodomo.[4][13]

### Libros de arte
- Bara-Ō no Sōretsu Irasuto-shū: Keikyoku no Hitsugi (「薔薇王の葬列」イラスト集　荊棘の棺 Bara-Ō no Sōretsu Irasuto-shū: Keikyoku no Hitsugi?) (Akita Shoten, 15 de junio de 2018)[14]